# Halyomorpha halys
Punaise diabolique
Espèce

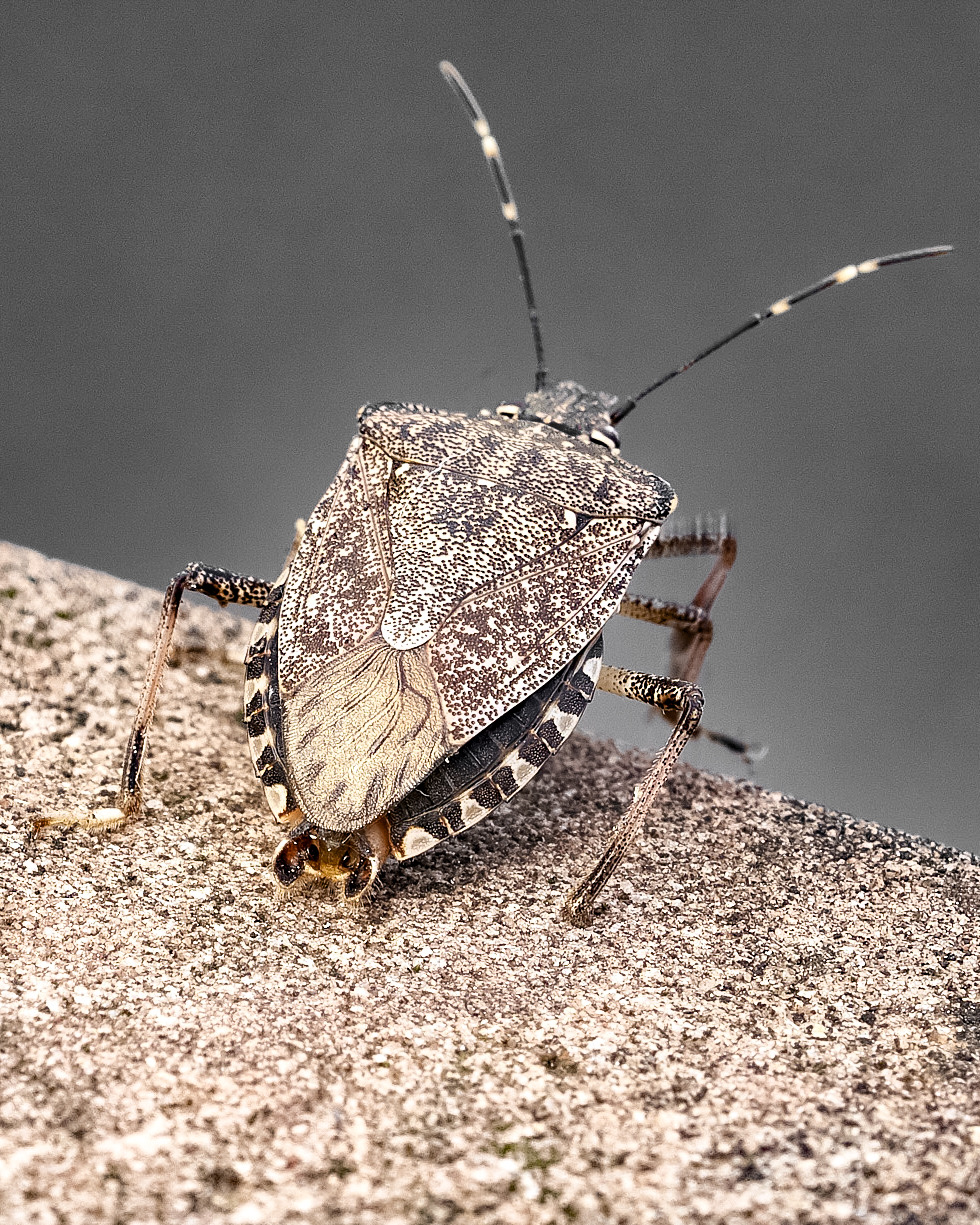
Une punaise diabolique.

Halyomorpha halys, communément appelée punaise diabolique ou punaise marbrée, est une espèce d'insectes hémiptères hétéroptères de la famille des Pentatomidae, originaire d'Asie de l'Est. Elle a été introduite en Amérique et en Europe, où elle est considérée comme un ravageur des cultures.

## Description

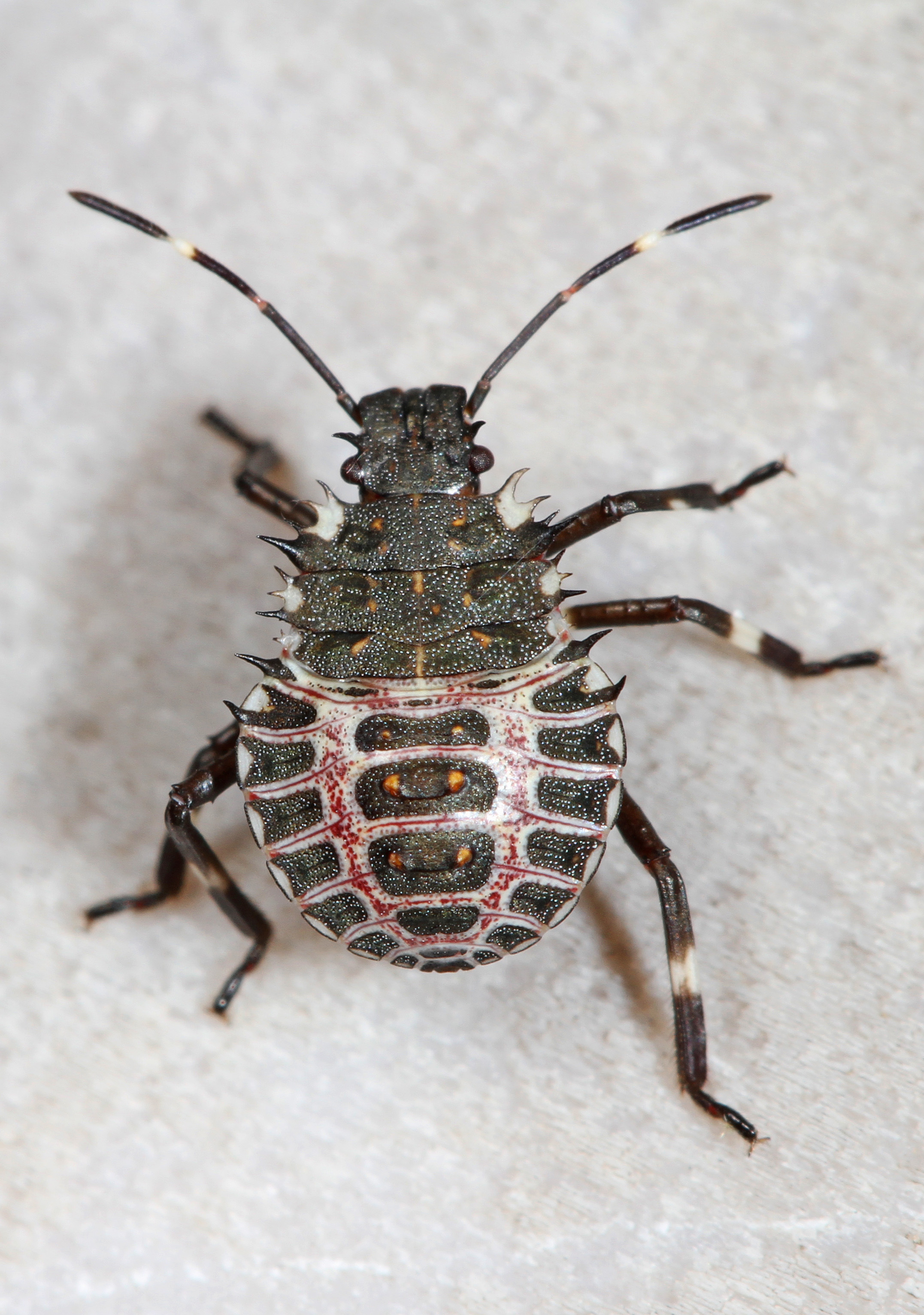
Larve de punaise diabolique. Les marques blanches sur les antennes sont déjà visibles à ce stade.

Au stade adulte, H. halys est colorée de différentes teintes de brun et mesure environ 17 mm de longueur. Sa forme en bouclier aussi long que large est typique de la famille des Pentatomidae. On la distingue des autres membres de cette famille par les deux marques blanches sur les antennes. Les œufs jaunes et elliptiques sont pondus sous les feuilles, en masses de 20 à 30.
Avant d'atteindre le stade adulte, H. halys passe par cinq stades larvaires. Les larves ont les yeux rouges, avec des pattes, une tête et un abdomen noirs. Elles portent des piquants sur les fémurs, devant les yeux et en marge du thorax.

## Écologie

### Répartition et habitat
La Punaise diabolique est originaire de la Chine, du Japon, de Corée et de Taïwan. En 1996, on l'observe en Amérique du Nord pour la première fois, en Pennsylvanie. En 2011, H. halys est présente dans 32 États américains et dans trois provinces canadiennes, et en Amérique du Sud en 2017.
Les adultes passent l'hiver dans des abris naturels, comme dans le bois mort, ou artificiels, comme les habitations humaines,. Au printemps, ils sortent et se dispersent pour trouver des plantes hôtes, qui comprennent des espèces ligneuses et herbacées. Au Canada, la Punaise diabolique s'attaque au printemps aux cèdres et aux arbres fruitiers, puis se déplace vers les cultures annuelles au cours de l'été.

### Alimentation
H. halys est polyphage, c'est-à-dire qu'elle se nourrit de plusieurs espèces végétales. Elle se nourrit principalement des fruits d'espèces ligneuses comme les arbres fruitiers, mais s'attaque aussi aux plantes herbacées. On a répertorié 120 espèces dont H. halys se nourrit, qui sont réparties dans de nombreuses familles telles les Brassicaceae, les Cucurbitaceae et les Rosaceae. On ignore toutefois si ce sont toutes des plantes hôtes au sens strict, sur lesquelles la punaise pond et les larves se développent,.
La Punaise diabolique est un insecte piqueur-suceur. Elle pique les tissus végétaux pour en extraire les fluides, causant des dommages aux fruits, voire leur avortement prématuré, ce qui nuit à leur mise en marché. De la même manière, H. halys contribue aussi à la propagation de phytoplasmes. Le grand nombre de plantes dont H. halys se nourrit sont autant d'espèces à la culture desquelles elle peut nuire.

### Reproduction

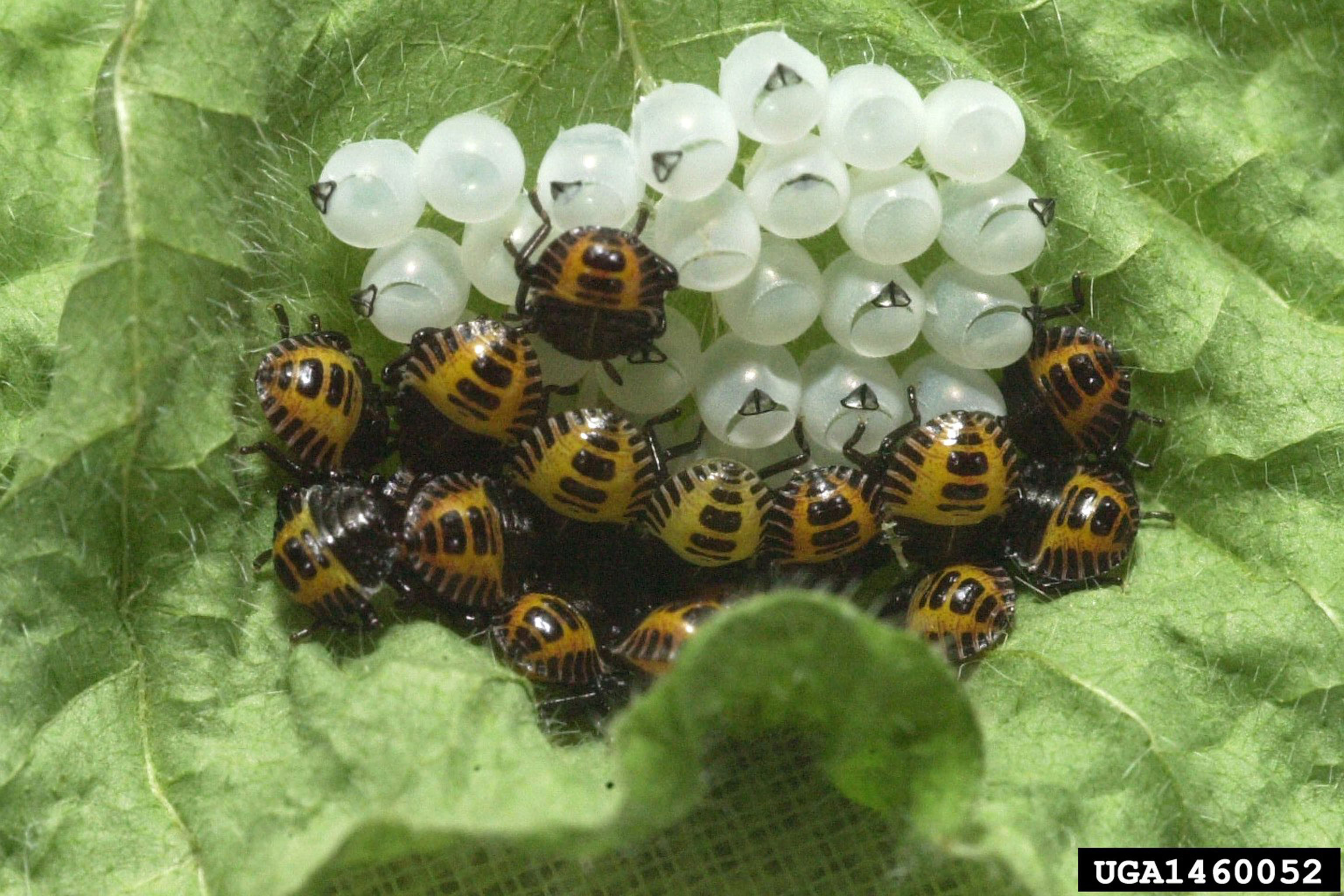
Larves de H. halys fraîchement sorties de l'œuf.

L'accouplement et la ponte ont lieu au printemps, et peuvent durer tout l'été selon la région. Dans le sud de la Chine, la Punaise diabolique connaît quatre à six générations par année, tandis qu'on en observe deux aux États-Unis. Les adultes vivent de quelques mois à un an. La femelle est polyandre et pond plusieurs fois pendant la saison de croissance.

### Dispersion
Les adultes se dispersent en volant et les larves en marchant. L'activité humaine est aussi un facteur de dispersion, surtout par le transport de marchandises.

### Prédateurs
Dans son aire de répartition originelle, les principaux prédateurs de H. halys sont les guêpes parasitoïdes des genres Trissolcus et Anastatus, qui s'attaquent aux œufs de la punaise. Des études de terrain menées aux États-Unis ont montré que plusieurs espèces s'attaquent à la punaise diabolique, mais celles-ci varient selon le type d'écosystème. Par exemple, dans les vignobles de Pennsylvanie, les principaux prédateurs seraient les coccinelles et les forficules. En France, plusieurs parasitoïdes ont été identifiés.

#### Lutte biologique en France
En France, deux espèces de parasitoïdes d'œufs du genre Trissolcus, Trissolcus japonicus et Trissolcus mitsukurii, ont été identifiées comme agents de lutte biologique contre Halyomorpha halys. Originaires d’Asie, ces insectes ciblent les œufs de la punaise diabolique et peuvent contribuer à la régulation naturelle de ses populations. Leur présence sur le territoire français a été confirmée à partir de 2021, notamment grâce aux travaux conjoints de l’Association nationale des producteurs de noisettes (ANPN) et de l’INRAE de Sophia Antipolis débuté en 2019. Des recherches ont été menées pour évaluer leur efficacité en termes de lutte biologique, leur cycle de vie, ainsi que leur capacité d’établissement dans les vergers de noisetiers et d'autres cultures sensibles (projet Pacte PARSADA).

## Une espèce envahissante

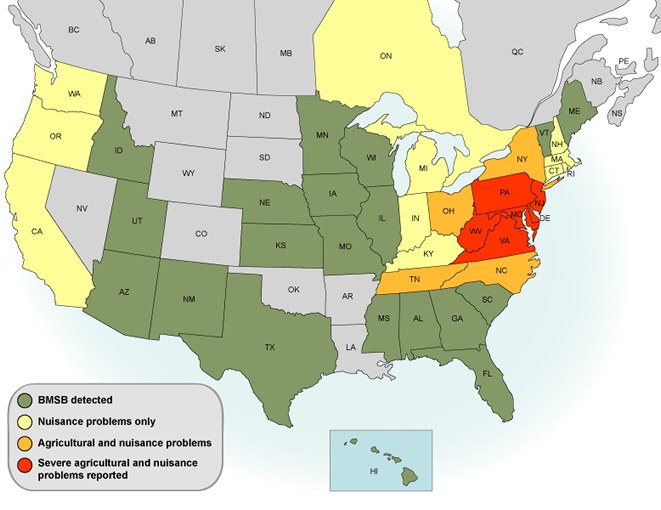
Impacts rapportés de la Punaise diabolique au Canada et aux États-Unis (2013).

La Punaise diabolique est un problème pour plusieurs espèces cultivées. Elle peut causer des dommages importants à de nombreuses cultures de fruits et de légumes. Ces dommages peuvent non seulement affecter l'apparence des fruits et légumes, mais aussi la production en causant leur avortement prématuré. Des dommages directs et indirects peuvent aussi être infligés à des espèces ornementales d'arbres et d'arbustes. Les dommages directs sont dus au perçage des tissus par H. halys, tandis que les dommages indirects sont dus à la transmission de maladies par l'injection de salive dans les tissus végétaux.
Dans les années 2010, l'espèce semble menacer d'envahir l’Europe où un premier foyer est détecté en Suisse en 2004 — en octobre 2018, elle est désormais considérée comme un « fléau » dans le canton du Tessin,, — puis en France dans la banlieue de Strasbourg en Alsace en 2012. L'ANSES lui a consacré en 2014 une analyse de risques montrant que cette espèce peut significativement nuire à l'arboriculture, à la viticulture, au maraîchage et à d'autres cultures, et l'INRA a lancé un appel à vigilance citoyenne via une application dénommée « AGIIR ». On la découvre généralement en octobre quand elle cherche à entrer dans les maisons pour hiverner.
En France elle ne doit pas être confondue avec : 
- la punaise grise (ou nébuleuse), Rhaphigaster nebulosa (Poda, 1761) :
  - les antennes de R. nebulosa portent trois taches blanches bien distinctes (contre deux taches blanches fusionnées et une autre un peu plus loin chez la punaise diabolique)[22],[23],
  - ses ailes membraneuses (visibles à l’extrémité de l’abdomen) sont marquées de petites taches rondes de couleur noire, alors que les ailes sont plus sombres et les taches ovales chez la punaise diabolique[22],[23],
  - sur la face ventrale, R. nebulosa porte une pointe bien visible, absente chez la punaise diabolique[22],[23],
  - les taches blanches qui bordent le dessus de l'abdomen (connexivum) sont rectangulaires (alors qu'elles sont triangulaires chez la punaise diabolique)[23] ;
- les punaises du genre Holcostethus, qui sont brunes avec une tache beige bien marquée au milieu de l’abdomen et dont les antennes sont jaunes rayées de noir.

## Synonymes
Selon BioLib (18 février 2020) :
- Dalpada brevis Walker, 1867

- Dalpada remota Walker, 1867
- Pentatoma halys Stål, 1855
- Poecilometis mistus Uhler, 1860